# Villaggio di Huaxi
Il villaggio di Huaxi (cinese semplificato: 华西村; cinese tradizionale: 華西村; pinyin: huā xī cūn), situato nella zona orientale del centro della città di Jiangyin, nella Provincia di Jangsu, si è autodichiarato essere la città più ricca della Cina. Huaxi si definisce un modello di paese socialista.

## Il villaggio

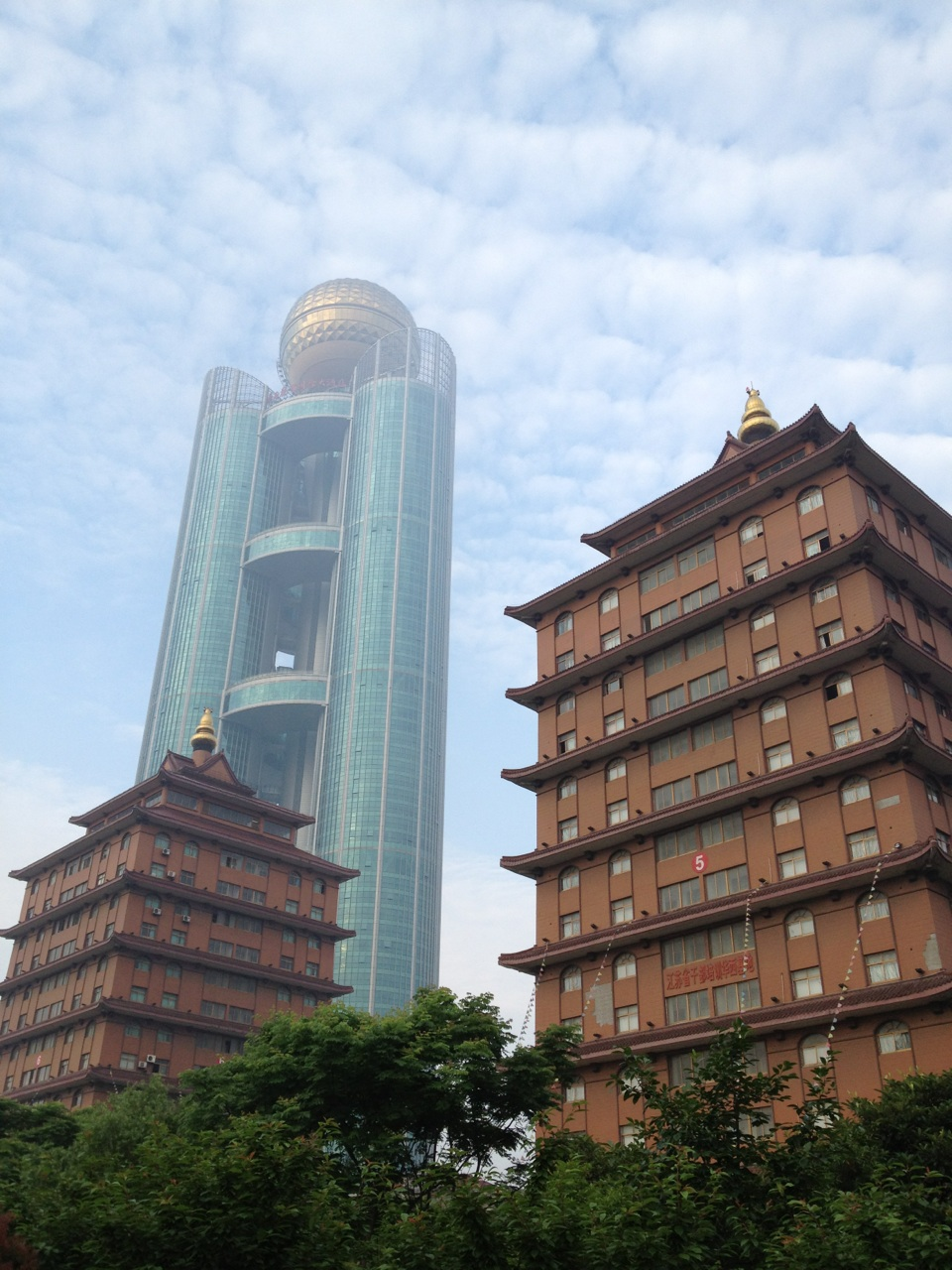
Il Longxi International Hotel.

Il villaggio di Huaxi è conosciuto come "Il Miglior Paese sotto il Cielo". Fu fondato nel 1961.
Secondo quanto dichiarato dalle autorità, tutti gli abitanti (ma non i lavoratori emigrati nel villaggio, che sono in numero molto superiore) possiedono un patrimonio di almeno 100.000 euro. Secondo gli standard cinesi, questa somma è decisamente ragguardevole. Nel villaggio è presente una compagnia industriale multisettoriale quotata in borsa, che ha acquistato degli aeroplani e progetta di comprare delle navi. Gli abitanti sono azionisti dell'azienda stessa, ed il loro guadagno consiste ogni anno in un quinto del profitto annuale totale. Nel 2011 il fatturato dell'azienda potrebbe crescere fino a 6,5 miliardi di euro.
Oltre ai 2 000 residenti locali, che costituiscono circa 400 famiglie viventi in case tutte uguali, nella zona sono presenti anche 20.344 lavoratori immigrati e 28.240 abitanti dei villaggi vicini.
Wu Renbao (cinese semplificato: 吴仁宝; cinese tradizionale: 吳仁寶; pinyin: wú rénbǎo), l'ex segretario del Comitato del Partito Comunista del Villaggio di Huaxi, sviluppò un progetto che avrebbe consentito a una località rurale e povera di diventare una comunità ricca e moderna. Wu Renbao era un investitore nelle materie prime come l'alluminio. Suo figlio, Wu Xiéen, è l'attuale capo del villaggio.
Il 12 ottobre 2011, in occasione del 50º anniversario della fondazione del villaggio, è stato inaugurato un nuovo grattacielo, il Longxi International Hotel, alto 328 metri.